# Jong Twente
Lo Jong Twente è la squadra di riserva del Football Club Twente.
Fondato nel 1965, il club milita nella Eerste Divisie.

## Rosa 2013-2014
| N. |                        | Ruolo | Calciatore      |
| -- | ---------------------- | ----- | --------------- |
|    | Polonia (bandiera)     | P     | Filip Bednarek  |
|    | Paesi Bassi (bandiera) | P     | Wouter Dronkers |
|    | Paesi Bassi (bandiera) | P     | Timo Plattel    |
|    | Paesi Bassi (bandiera) | D     | Peet Bijen      |
|    | Germania (bandiera)    | D     | Lars Bleker     |
|    | Paesi Bassi (bandiera) | D     | Thijs Bouma     |
|    | Paesi Bassi (bandiera) | D     | Mark Engberink  |
|    | Germania (bandiera)    | D     | Peter Gebben    |
|    | Paesi Bassi (bandiera) | D     | Coen Gortemaker |
|    | Paesi Bassi (bandiera) | D     | Derre Kwee      |
|    | Germania (bandiera)    | D     | Nils Röseler    |
|    | Perù (bandiera)        | D     | Renato Tapia    |
|    | Paesi Bassi (bandiera) | D     | Sven Verlaan    |
|    | Ghana (bandiera)       | C     | Shadrach Eghan  |
|    | Germania (bandiera)    | C     | Kris Fillinger  |

| N. |                        | Ruolo | Calciatore             |
| -- | ---------------------- | ----- | ---------------------- |
|    | Paesi Bassi (bandiera) | C     | Rick Hemmink           |
|    | Paesi Bassi (bandiera) | C     | Jan Willem Kamp        |
|    | Germania (bandiera)    | C     | Thilo Leugers          |
|    | Paesi Bassi (bandiera) | C     | Jurjan Mannes          |
|    | Paesi Bassi (bandiera) | C     | Joey Pelupessy         |
|    | Paesi Bassi (bandiera) | C     | Dario Tanda            |
|    | Ghana (bandiera)       | C     | Mustapha Yahaya        |
|    | Germania (bandiera)    | A     | Mirco Born             |
|    | Paesi Bassi (bandiera) | A     | Alvin Daniels          |
|    | Germania (bandiera)    | A     | Jarnik Jesgarzweski    |
|    | Paesi Bassi (bandiera) | A     | Jari Oosterwijk        |
|    | Paesi Bassi (bandiera) | A     | Cas Peters             |
|    | Paesi Bassi (bandiera) | A     | Glynor Plet            |
|    | Paesi Bassi (bandiera) | A     | Kristopher Vida        |
|    | Paesi Bassi (bandiera) | A     | Felitciano Zschusschen |

## Staff tecnico
- Allenatore: Jan Zoutman
- Vice-allenatore:Frank Tempelman
- Team Manager: Henny Nijboer